# Hartbladige haagbeuk
De hartbladige haagbeuk (Carpinus cordata) is een boom uit de berkenfamilie (Betulaceae). De wetenschappelijke naam van de soort werd door Carl Ludwig Blume in 1851.

## Kenmerken
De hartbladige haagbeuk groeit tot een hoogte van 12 à 15 meter. De kroon bevat zeer dichte vertakkingen en is laaghangend. De schors van de boom is zilvergrijs. De bladeren zijn 6 tot 12 cm lang, ovaal, hartvormig aan de basis en met een dubbelgezaagde bladrand. Heeft 15 tot 20 parallel aan elkaar staande bladnerven. De bladeren van de soort zijn groen, maar kleuren geelrood in de herfst. Hartbladige haagbeuken bloeien in april en mei. Kan temperaturen tot −29 °C doorstaan.

## Verspreiding
De soort komt voor in de regio Primorje in het Russische Verre Oosten, Japan, het Koreaans Schiereiland en het oosten, midden en noordoosten van China. De soort groeit in bossen op berghellingen, op vochtige bodems rijk aan organisch materiaal.
... · 
C. betulus (haagbeuk) · 
C. cordata (hartbladige haagbeuk) · 
C. orientalis (oosterse haagbeuk) · 
...